# Béatrice Cherrier
Pour les articles homonymes, voir Cherrier.
Béatrice Cherrier  est une chercheuse française en histoire de l'économie et professeure associée au CREST, au CNRS et à l'ENSAE/Ecole Polytechnique. Ses travaux portent en partie sur l'histoire de l'économie depuis la Seconde Guerre mondiale. Elle est régulièrement citée dans la presse au sujet de l'histoire de l'économie, notamment les théories de la discrimination ainsi que de la représentation des femmes dans la profession économique.

## Biographie
Béatrice Cherrier détient un Master en économie de l'Ecole Normale Supérieure de Cachan, un Master en sciences de gestion de l'Université Paris XII acquis en 2001 et un Master en méthodologie de l'économie de l'Université de Paris Sorbonne. Elle est agrégée en économie et titulaire d'un doctorat en histoire de Économie de l'Université de Paris X-Nanterre ainsi que d'une habilitation a diriger des recherches de l'Université de Caen. Elle a été post-doctorante à Duke University avant de devenir maître de conférences à l'Université de Caen de 2012 à 2017, puis de rejoindre le CNRS (Théorie Économique, Modélisation, Application –THEMA) et l'Université de Cergy Pontoise en tant que professeur agrégé titulaire de 2017 à 2020. 
Depuis 2020, elle est maître de conférences au CNRS, au CREST et à l'ENSAE/Ecole Polytechnique. Elle a reçu la médaille de bronze du CNRS en 2021.

## Recherche
Cherrier a étudié comment les événements mondiaux ont affecté l'évolution de la pensée des économistes Gunnar Myrdal, Jacob Marschak et Milton Friedman, et comment leurs vues se sont combinées lors de la montée en influence du département d'économie du MIT. Dans des travaux plus récents, elle étudie l'essor de l'économie appliquée, comme l'essor des travaux empiriques en économie urbaine, en économie publique et en modélisation macro-économétrique depuis le milieu des années 1960. Elle a également étudié l'évolution de la classification des publications économiques dans le temps.

## Publications choisies
- Cherrier, Béatrice. "Classification de l'économie : une histoire des codes JEL." Journal of Economic Literature 55, no. 2 (2017) : 545-79.
- Backhouse, Roger E., Cherrier, Béatrice. "The Age of the Applied Economist: The Transformation of Economics since the 1970s." History of Political Economy  49 (2017, Supplement): 1–33. doi: https://doi.org/10.1215/00182702-4166239
- Cherrier, Béatrice. "La cohérence chanceuse de la science et de la politique de Milton Friedman, 1933-1963." Construire l'économie de Chicago (2011) : 335-368.
- Cherrier, Béatrice. "Rationalisation de l'organisation humaine dans un monde incertain : Jacob Marschak, des prisons ukrainiennes aux laboratoires de sciences du comportement." Histoire de l'économie politique 42, no. 3 (2010) : 443-467.
- Cherrier, Béatrice. "Vers une histoire de l'économie au MIT, 1940-72." Histoire de l'économie politique 46, no. suppl_1 (2014) : 15-44.